# Complejo Deportivo de Suwon
El Complejo Deportivo de Suwon (en coreano: 수원종합운동장), es un complejo deportivo ubicado en la ciudad de Suwon, provincia de Gyeonggi, Corea del Sur, el recinto alberga tres grandes instalaciones, el estadio de fútbol (Suwon Civil Stadium) con una capacidad para 24 600 personas, el estadio de béisbol (Suwon Baseball Stadium) con 20 000 asientos y el Gimnasio Suwon (Suwon Gymnasium) para 5000 espectadores. El complejo fue inaugurado en 1971.
El estadio de fútbol ha sido utilizado por diversos clubes. De 1987 a 1990 albergó al Yukong Elephants, desde 1996 a 2002 al Suwon Samsung Bluewings y desde 2003 al Suwon FC, club que en 2016 disputara la K League, la primera división de Corea del Sur.

## Eventos
El estadio de fútbol fue una de las ocho sedes de la Copa Mundial de Fútbol Sub-17 de 2007, disputada en Corea del Sur.

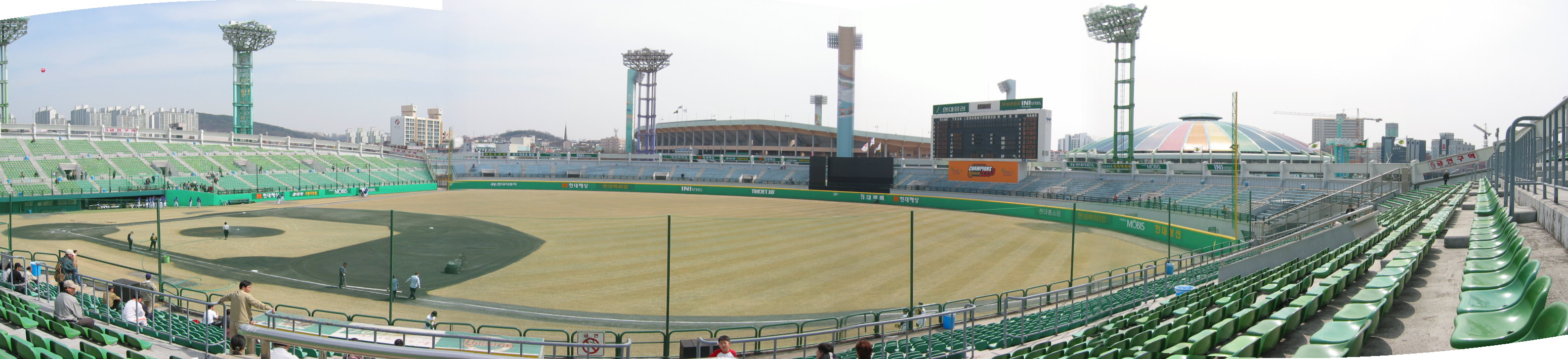
Suwon Baseball Stadium, de fondo el estadio de fútbol y el Gimnasio Suwon.

| Fecha                   | Selección     | Resultado          | Selección     | Ronda            |
| ----------------------- | ------------- | ------------------ | ------------- | ---------------- |
| 18 de agosto de 2007    | Costa Rica    | 1 - 1              | Togo          | Grupo A          |
| 18 de agosto de 2007    | Corea del Sur | 0 - 1              | Perú          | Grupo A          |
| 21 de agosto de 2007    | Togo          | 0 - 0              | Perú          | Grupo A          |
| 21 de agosto de 2007    | Costa Rica    | 2 - 0              | Corea del Sur | Grupo A          |
| 26 de agosto de 2007    | Túnez         | 1 - 0              | Tayikistán    | Grupo E          |
| 29 de agosto de 2007    | Perú          | 1 - 1 (5 - 4 pen.) | Tayikistán    | Octavos de final |
| 6 de septiembre de 2007 | Nigeria       | 3 - 1              | Alemania      | Semifinales      |